# Syarhey Palitsevich
Syarhey Edouardavich Palitsevich (en biélorusse : Сяргей Эдуардавіч Паліцевіч) ou Sergueï Edouardovich Politevich (en russe : Сергей Эдуардович Политевич) est un footballeur international biélorusse né le 9 avril 1990 à Lida (RSS de Biélorussie, Union soviétique). Il évolue au poste de défenseur central.

## Biographie

### En équipe nationale
Avec les espoirs, il se classe troisième du championnat d'Europe espoirs 2011 organisé au Danemark. L'année suivante, il participe au Tournoi de Toulon 2012, et aux Jeux olympiques d'été de 2012 organisés à Londres. Lors du tournoi olympique, il joue trois matchs : contre la Nouvelle-Zélande, le Brésil, et enfin l'Égypte.
Il joue son premier match avec l'équipe de Biélorussie le 21 mai 2014, en amical contre le Liechtenstein (victoire 1-5 à Vaduz).
Par la suite, il joue trois matchs rentrant dans le cadre des éliminatoires de l'Euro 2016, contre l'Espagne, la Slovaquie, et la Macédoine.

## Palmarès
Biélorussie espoirs
- Troisième de l'Euro espoirs en 2011.

 Chakhtior Salihorsk
- Champion de Biélorussie en 2020 et 2021.

## Statistiques

### En club
Le tableau ci-dessous récapitule les statistiques de Syarhey Palitsevich lors de sa carrière en club :
| Saison                | Club                      | Championnat           | Championnat | Championnat | Coupe(s) nationale(s) | Coupe(s) nationale(s) | Compétition(s) continentale(s) | Compétition(s) continentale(s) | Compétition(s) continentale(s) | Total | Total |
| Saison                | Club                      | Division              | M.          | B.          | M.                    | B.                    | Comp.                          | M.                             | B.                             | M.    | B.    |
| 2008                  | Krylia Sovetov Samara     | D1                    | -           | -           | 1                     | 0                     | -                              | -                              | -                              | 1     | 0     |
| Sous-total            | Sous-total                | Sous-total            | -           | -           | 1                     | 0                     | -                              | -                              | -                              | 1     | 0     |
| 2007                  | Naftan Novopolotsk        | D1                    | 11          | 1           | -                     | -                     | -                              | -                              | -                              | 11    | 1     |
| 2009                  | Naftan Novopolotsk (prêt) | D1                    | 11          | 1           | 2                     | 0                     | C3                             | 2                              | 0                              | 15    | 1     |
| 2010                  | Naftan Novopolotsk (prêt) | D1                    | 30          | 5           | 4                     | 0                     | -                              | -                              | -                              | 34    | 5     |
| Sous-total            | Sous-total                | Sous-total            | 52          | 7           | 6                     | 0                     | -                              | 2                              | 0                              | 60    | 7     |
| 2011                  | Dinamo Minsk              | D1                    | 29          | 1           | 1                     | 0                     | -                              | -                              | -                              | 30    | 1     |
| 2012                  | Dinamo Minsk              | D1                    | 27          | 2           | 1                     | 0                     | -                              | -                              | -                              | 28    | 2     |
| 2013                  | Dinamo Minsk              | D1                    | 25          | 3           | 4                     | 0                     | C3                             | 6                              | 1                              | 35    | 4     |
| 2014                  | Dinamo Minsk              | D1                    | 28          | 2           | 1                     | 0                     | C3                             | 11                             | 0                              | 40    | 2     |
| 2015                  | Dinamo Minsk              | D1                    | 22          | 0           | 6                     | 1                     | C3                             | 12                             | 1                              | 40    | 2     |
| Sous-total            | Sous-total                | Sous-total            | 131         | 8           | 13                    | 1                     | -                              | 29                             | 2                              | 173   | 11    |
| 2015-2016             | Gençlerbirliği SK         | D1                    | 6           | 1           | -                     | -                     | -                              | -                              | -                              | 6     | 1     |
| 2016-2017             | Gençlerbirliği SK         | D1                    | 28          | 0           | 4                     | 1                     | -                              | -                              | -                              | 32    | 1     |
| 2017-2018             | Gençlerbirliği SK         | D1                    | 28          | 0           | 3                     | 0                     | -                              | -                              | -                              | 31    | 0     |
| Sous-total            | Sous-total                | Sous-total            | 62          | 1           | 7                     | 1                     | -                              | -                              | -                              | 69    | 2     |
| 2018                  | Kaïrat Almaty             | D1                    | 7           | 0           | -                     | -                     | C3                             | 4                              | 0                              | 11    | 0     |
| 2019                  | Kaïrat Almaty             | D1                    | 10          | 0           | -                     | -                     | -                              | -                              | -                              | 10    | 0     |
| 2020                  | Chakhtior Salihorsk       | D1                    | 5           | 0           | 5                     | 0                     | -                              | -                              | -                              | 10    | 0     |
| 2021                  | Chakhtior Salihorsk       | D1                    | 5           | 0           | 1                     | 0                     | -                              | -                              | -                              | 6     | 0     |
| Total sur la carrière | Total sur la carrière     | Total sur la carrière | 334         | 16          | 33                    | 2                     | -                              | 35                             | 2                              | 402   | 20    |

### But en équipe nationale
| No | Date            | Stade, ville, pays                | Adversaire | Résultat | Compétition  |
| -- | --------------- | --------------------------------- | ---------- | -------- | ------------ |
| 1  | 9 novembre 2016 | Stade Karaïskaki, Le Pirée, Grèce | Grèce      | V 1-0    | Match amical |

NB : Les scores sont affichés sans tenir compte du sens conventionnel en cas de match à l'extérieur 
(Biélorussie-Adversaire)